# Atomenergoprom
La société Atomenergoprom est une holding qui regroupe, depuis 2007, les différents acteurs de l'industrie nucléaire de la Russie. 

Elle comprend :
- Rosenergoatom (Rosatom), l'exploitant russe des centrales nucléaires,
- TVEL, le fabricant de combustible,
- Techsnabexport (Tenex), le fournisseur de combustible nucléaire,
- AtomRedMetZoloto (ARMZ), l'exploitant des mines d'uranium,
- Atomenergomash, le constructeur des centrales nucléaires pour la Russie,

Atomenergoprom a été créée par un décret du 27 avril 2007 en application de la nouvelle loi du Parlement russe du 19 janvier 2007.

Les nominations ont été les suivantes :
- Sergueï Kirienko, président du conseil de Direction, ancien premier ministre pendant quelques mois en 1998 et président en activité de l'Agence fédérale de l'énergie atomique russe (Rosatom),
- Vladimir Travin, directeur, ancien président de l'Institut russe des exploitants d'installations nucléaires,
- Sergey Obozov, premier directeur adjoint, ancien directeur général de Rosatom,
- Petr Schedrovitsky, directeur adjoint, ancien président de l'Institut russe des exploitants d'installations nucléaires,
- Vladimir Smirnov, ancien directeur général de Techsnabexport, conseiller.

Par ailleurs, Igor Borovkov, Tatiana Elfimova et Ivan Kamenskikh, anciens responsables de Rosatom, tiennent les autres postes de directeurs.